# افتخارالدوله
افتخارالدوله (عربی: إفتخار الدولة)؛ فرماندار فاطمی شهر اورشلیم در جریان نخستین جنگ صلیبی و محاصره اورشلیم در سال ۱۰۹۹ بود که سرانجام در برج داوود در تاریخ ۱۵ ژوئیه تسلیم ریموند چهارم، کنت تولوز شد.